# Baeyensmolen
De Baeyensmolen is een molenrestant in de tot de Oost-Vlaamse gemeente Sint-Laureins behorende plaats Sint-Margriete, gelegen aan Sint-Margrietestraat 25.
Het betreft een ronde stenen molen van het type stellingmolen, die fungeerde als korenmolen.

## Geschiedenis
De molen had een standerdmolen als voorganger. Deze stond echter op een andere plaats, ten noordwesten van het dorp. De stenen molen werd gebouwd in 1876, en bevindt zich in de Roeselarepolder, ten zuidoosten van het dorp. De standerdmolen werd toen verplaatst naar Sint Kruis.
Op 10 mei 1914, toen er een storm woedde, brandde de molen af. Het restant werd afgeknot en ging als landbouwschuur dienen. De tussenvloer en een weegschaal zijn nog aanwezig.